# 유기상 (정치인)
유기상(劉基相, 1956년 12월 24일 ~ )은 대한민국의 공무원 출신 정치인이다. 제47대 전라북도 고창군수이다. 2020년 7월 7일 민생당을 탈당해 현재는 무소속이다.

## 학력
- 1969 고창동초등학교 졸업
- 1972 고창중학교 졸업
- 1975 고창고등학교 졸업
- 한국방송통신대학교 행정학과 학사
- 일본 가고시마 대학교 대학원 지방자치학 석사
- 전북대학교 대학원 사학 박사

## 경력
- 1977 9급 공무원
- 1988 제31회 행정고시 합격
- 전라북도청
- 전라북도 전주시 문화영상산업국장
- 2010.07 ~ 2012.06: 전라북도 익산시 부시장
- 2012.07 ~ 2014.07: 전라북도 기획관리실장
- 2018.07 ~ 2022.06: 제47대 민선 7기 전라북도 고창군수(초선, 민주평화당)

## 전과
- 교통사고처리특례법위반: 벌금 100만원 - 2001년 5월 21일 선고[3]

## 역대 선거 결과
|  | 0% |

|  | 51.51% |

|  | 47.28% |